# Clusia tetrandra
Clusia tetrandra là một loài thực vật có hoa trong họ Bứa. Loài này được Humb. & Bonpl. ex Willd. mô tả khoa học đầu tiên năm 1806.